# Mystery Science Theater 3000 (internetserie)
Mystery Science Theater 3000, door fans ook wel "The 'Bots Are Back!" genoemd, is een animatieserie op internet bedacht door Best Brains, Inc. De serie is gebaseerd op BBI’s gelijknamige cultserie, en wordt geregisseerd door voormalig uitvoerend producent Jim Mallon.

## Verhaal
De serie draait geheel om drie van de vier robotpersonages uit MST3K: Tom Servo, Crow T. Robot en Gypsy. Elke aflevering toont dingen die ze blijkbaar op een onbepaald punt tijdens de originele serie mee hebben gemaakt. De menselijke personages uit de serie komen niet voor in de afleveringen.

## Cast
- Paul Chaplin als Crow T. Robot
- James Moore als Tom Servo
- Jim Mallon als Gypsy

## Geschiedenis
De geanimeerde versie van MST3K werd voor het eerst aangekondigd op de Satellite News website op 29 oktober 2007. De animatieserie werd omschreven als een “wekelijkse serie van getekende avonturen”. De serie betekende tevens de komst van een nieuwe MST3K website. Deze website werd op 5 november 2007 geactiveerd.
Nieuwe afleveringen stonden gepland voor elke maandag, maar dit gebeurde al snel niet meer. Na 26 november 2007 werden geen nieuwe afleveringen meer gepost.

## Reacties
Aanvankelijk waren de reacties op de animatieserie gemengd. Mike Nelson, die zelf lange tijd presentator was van de originele serie, vond de serie op zich aardig, maar had het idee dat het een beetje kwam als mosterd na de maaltijd.

## Afleveringen
1. "Reel Livin'": Crow gaat vissen en discuseerd over de voordelen van een “zeer stabiele kajak” alvorens zijn boot wordt gekapseisd door Servo op een jet ski.
2. "Feels Like": Gypsy en Servo discusseren over de echte temperatuur tegen de gevoelstemperatuur. Servo begint alles wat Gypsy zegt te vertalen in een “voelt als…” opmerking, tot haar ongenoegen.
3. "Thanksgiving Clown": Servo verkleedt zich als een clown daar hij denkt dat dit een traditie is voor het naderende Thanksgiving-feest. Crow raadpleegt een oude encyclopedie om te zien of Servo gelijk heeft.
4. "Solitaire": Crow speelt patience terwijl Servo advies geeft. Uiteindelijk is Crow Servo’s bemoeizucht zat en vertrekt. Servo ziet een fantastische zet, maar kan de kaarten niet oppakken omdat zijn armen niet werken. Dus probeert hij de kaarten te verplaatsten met telekinese.